# Johann Gottfried Schuncke

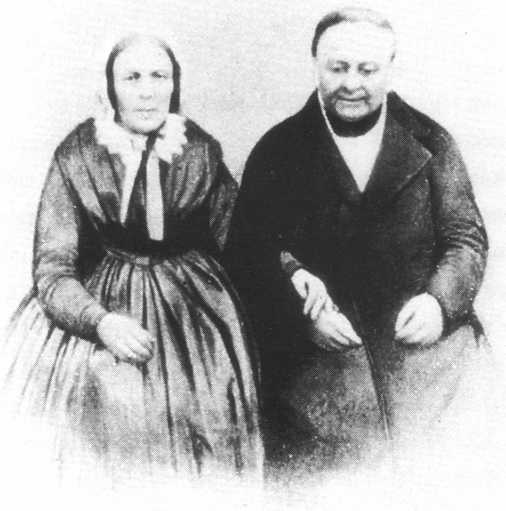
Johann Gottfried Schuncke und seine Frau Elisabeth am Tag der goldenen Hochzeit 11. April 1860

Johann Gottfried Schuncke II. (* 1777 in Schkortleben; † 1861 in Tübingen) war ein deutscher Hornist am Stuttgarter Hof.

## Leben und Wirken
Der erstgeborene Sohn des Schkortlebener Bäckermeisters und Hobbymusikers Johann Gottfried Schuncke erhielt bereits von seinem Vater grundlegenden Unterricht im Musikspiel. Seine professionelle musikalische Ausbildung begann er 1794 in Halle (Saale) beim Stadtmusikus Wansleben. Dort lernte er den damaligen halleschen Musikdirektor Daniel Gottlob Türk kennen, den begeisterte, dass er außer dem Waldhorn auch fast alle anderen Instrumente beherrschte.
Ab 1798 war er in Magdeburg tätig, danach in Berlin, wo er von dem bekannten Hornisten Jean Lebrun gefördert und ausgebildet wurde. Nach einer Anstellung in Kassel zog er nach Stuttgart, wo er 35 Jahre lang bis zu seiner Pensionierung 1850 als Musiker arbeitete.
Er galt wie viele seiner Familienmitglieder als außerordentlich begabter Hornist und gehörte zu den führenden Hornvirtuosen des 19. Jahrhunderts. Mit seinem Bruder Michael Schuncke (1778–1821) trat er sehr erfolgreich in Hornduetten auf und reiste mit ihm 1807 und 1814 bis Paris und London.
Gottfried Schuncke war auch Komponist einiger Werke für Horn, die aber nicht alle erhalten sind. Seine Variationen für 2 Hörner werden auch heute noch gespielt, weil sie zwei Hornisten die Möglichkeit geben, ihre Fertigkeiten zu demonstrieren, insbesondere wenn sie auf dem Naturhorn spielen. Schuncke fand seine letzte Ruhe auf dem Tübinger Stadtfriedhof.

## Werke
- Variationen über ein altdeutsches Lied für 2 Waldhörner mit Begleitung des Orchesters componirt und Seiner Durchlaucht dem Fürsten August von Hohenlohe-Oehringen ehrfurchtsvoll gewidmet von Gottfried Schuncke.
- Exercice für Horn und Klavier, Leipzig 2001, Robert Ostermeyer Musikedition.